# 불교 용어 목록 (ㅅ)

바로가기:
ㄱ
경
구
ㄴ
ㄷ
ㄹ
ㅁ
명
무
묵
ㅂ
불
ㅅ
삼
삽
선
소
수
시
심
ㅇ
오
온
유
육
이
ㅈ 

정
지
ㅊ
ㅋ
ㅌ
ㅍ
ㅎ

## 사
1. 사(思): 의지 · 의사 · 심조작(만들고 지음)을 본질적 성질로 하는, 대지법 또는 변행심소에 속한 마음작용이다.
2. 사(捨): 버림 · 내려놓음 · 평정 · 고요 · 균형을 본질적 성질로 하는, 대선지법 또는 선심소에 속한 마음작용으로, 4무량심 가운데 사무량심(捨無量心)에 해당한다.
3. 사(伺): 마음의 세밀한 성질 즉 사찰(伺察: 정밀하게 살펴봄)을 본질적 성질로 하는, 부정지법 또는 부정심소에 속한 마음작용이다.
4. 사(事)는 이(理)에 상대되는 말로, 현상계 또는 현상계의 구체적 사물 또는 일을 뜻한다.
5. 사(士)는 인(人) 즉 사람을 말한다. 사부(士夫)라고도 한다.

## 사(思)
사(思, , 산스크리트어: cetanā, 팔리어: cetanā, 영어: volition, directionality of mind, attraction, urge)는 설일체유부의 5위 75법에서 심소법(心所法: 46가지) 중 대지법(大地法: 10가지) 가운데 하나이며, 유식유가행파와 법상종의 5위 100법에서 심소법(心所法: 51가지) 중 변행심소(遍行心所: 5가지) 가운데 하나이다.
사(思)는 마음(6식 또는 8식, 즉 심왕, 즉 심법)으로 하여금 선(善) · 불선(不善) · 무기(無記)를 지어내게[造作] 하는 마음작용이다. 즉, 마음(6식 또는 8식, 즉 심왕, 즉 심법)으로 하여금 의지작용을 가능하게 하는 마음작용이다. 사(思)는 5온의 행온(行蘊)에 해당한다.
부파불교의 설일체유부의 논서 《아비달마품류족론》 제2권에 따르면,
사(思)는 사(思: 심조작, 마음으로 짓고 만듦) · 등사(等思: 그 모두에 대한 심조작) · 증상등사(增上等思: 그 모두에 대한 뛰어난 심조작) · 이사(已思: 과거의 심조작) · 사류(思類: 심조작의 등류) · 심작의업(心作意業: 마음으로 의업을 지음)을 통칭한다.

## 사(捨)
사(捨, 내려놓음, 버림, 고요, 평정, 평정심, 평온, 균형, 평형, 산스크리트어: upeksā, 팔리어: upekkhā 또는 upekhā, 영어: serenity, equilibrium, equanimity, stability, composure)는 설일체유부의 5위 75법에서 심소법(心所法: 46가지) 중 대선지법(大善地法: 10가지) 가운데 하나이며, 유식유가행파와 법상종의 5위 100법에서 심소법(心所法: 51가지) 중 선심소(善心所: 11가지) 가운데 하나인 행사(行捨)이다. 사수(捨受: 괴롭지도 즐겁지도 않은 감각)와 구별하기 위하여 행사(行捨)라 한다. 설일체유부에 따르면, 사(捨)는 혼침(惛沈: 무기력, 침체)과 도거(掉擧: 흐트러짐, 들뜸, 딴데로 달아남)를 떠난 마음(6식 또는 8식, 즉 심왕, 즉 심법)의 평등성(平等性: 평정)과 무경각성(無警覺性: 동요됨이 없는 것)을 말한다.
《현양성교론》에 따르면, 사(捨)의 본질적 성질[體]은 무탐 · 무진 · 무치 · 정진의 4가지 선심소이고, 본질적 작용[業]은 이들 4가지 선심소에 의지하여 '모두 버림[捨]'으로써 즉 '모두 내려놓음[捨]'으로써 즉 해당 염오법과 관련된 '선 · 불선을 모두 내려놓음[捨]'으로써 즉 해당 염오법에 대한 '모든 공용(功用)을 내려놓음[捨]'으로써 심평등(心平等: 마음의 평정) · 심정직(心正直: 마음의 정직) · 심무발동(心無發動: 마음의 동요 없음)을 득하게 하여 발동(發動: 마음의 동요)이라는 장애를 끊게 하는 것이고, 신 · 참 · 괴 · 무탐 · 무진 · 무치 · 정진 · 경안 · 불방일의 본질적 작용들 중 보리(菩提)의 증득을 위한 자량(資糧: 자재와 식량, 즉 선근과 공덕)이 원만해지게 하고, 자신과 남을 이롭게 하고[利益自他], 선도(善道)에 나아가게 하고, 청정한 믿음[淨信]을 증장시키는 것을 또한 하게 하고, 나아가
사(捨)를 증장시키는 것이다.
또한, 《현양성교론》에 따르면,
불방일(不放逸)과 사(捨)의 차이점은 불방일(不放逸)에 의지하여 염오법(染汚法)을 제견(除遣: 덜고 보냄, 가게 하여 보냄, 떠나보냄)하고 즉 떨쳐버리고, 다시 사(捨)에 의지하여 그 떨쳐버린 염오법에 대해 불염오주(不染污住: 오염되지 않으면서 머뭄)하는 것이다. 즉, 불방일에 의지하여 떨쳐버린 염오법에 대해 더 이상 그 염오법에 의해 오염되지 않으면서 그 염오법에 머물 수 있게 된다. 즉 그 염오법에 대해 오염됨이 없이 작용할 수 있는 상태가 된다. 즉, 균형 즉 마음의 평정을 잃어버림이 없이 다른 이들의 번뇌를 맞이하여 그 사람이 번뇌를 떨쳐버리고[除遣, 떠나보내고] 내려놓는 것[捨]을 도울 수 있게 된다. 그리고 이러한 능력에는 심평등(心平等: 마음의 평정) · 심정직(心正直: 마음의 정직) · 심무발동(心無發動: 마음의 동요 없음)의 3단계의 차별이 있다. 즉, 심무발동의 단계 이전에는 불염오주(不染污住)가 부분적으로 가능하다가 심무발동의 단계에서는 불염오주(不染污住)가 완전히 가능하게 된다.

## 사(伺)
사(伺,
산스크리트어: vicara,
vitarkah,
팔리어: vicāra,
영어: discernment,
discursiveness,
analysis,
sustained application,
sustained thinking,
selectiveness,
subtle discernment)는
설일체유부의 5위 75법에서 심소법(心所法: 46가지) 중
부정지법(不定地法: 8가지) 가운데 하나이며,
유식유가행파와 법상종의 5위 100법에서 심소법(心所法: 51가지)의
부정심소(不定心所: 4가지) 가운데 하나이다.
사(伺)는 심(尋)과 더불어 마음(6식 또는 8식, 즉 심왕, 즉 심법)으로 하여금 대상을 찾고 살펴보게 하는 마음작용으로, 둘 다 언어작용을 가능하게 하는 마음작용이다.
두 마음작용간의 차이점으로는, 사(伺)는 정밀한 살펴봄의 마음작용 즉 세밀하게 고찰하는 마음작용이며, 심(尋)은 거친 살펴봄의 마음작용 즉 개괄적으로 사유하는 마음작용이다. 불교용어로는, 전자의 정밀한 살펴봄을  사찰(伺察: 정밀하게 살펴봄)이라 하고 후자의 거친 살펴봄을 심구(尋求: 찾고 탐구함)라 한다.
부파불교의 설일체유부의 논서 《아비달마품류족론》 제3권에 따르면,
사(伺)는 심세동(心細動)을 말한다. 즉, 심(尋)의 마음작용 보다 마음을 더 세밀하게 움직이는 것인, 마음의 사찰(伺察) · 변사찰(遍伺察) · 수변사찰(隨遍伺察) · 수전(隨轉) · 수류(隨流) · 수속(隨屬)의 성질의 마음의 세밀한 움직임[心細動]들을 통칭한다. 즉, 자세힘 살핌[伺察] · 두루 자세히 살핌[遍伺察] · 따라 두루 자세히 살핌[隨遍伺察] · 따라 움직임[隨轉] · 따라 흐름[隨轉] · 따라 수행함[隨屬]의 성질의 마음의 세밀한 움직임을 통칭한다.

## 사(事)
사(事)는 이(理)에 상대되는 말로, 보통 둘을 함께 묶어서 사리(事理) 또는 이사(理事)라고 한다. 자세한 내용은 '이와 사' 문서를 참조하세요.

## 사(士)
사(士, 산스크리트어: puruṣa, sattva, 영어: human being, man)는 인(人) 즉 사람을 말한다. 사부(士夫, 산스크리트어: puruṣa, pauruṣeya, pudgala, sattva) · 보특가라(補特伽羅, 산스크리트어: pudgala) 또는 푸드갈라(pudgala)와 동의어이다.
산스크리트어 푸루샤(puruṣa)는 불교 용어로는 보로사(補盧沙)라고 음역되며 사부(士夫)라고 번역된다. 그리고 사(士)와 사부(士夫)는 모두 사람을 뜻하는 동의어이다. 산스크리트어 사트바(sattva)는 보통 중생 또는 유정으로 번역되는데, 사(士)의 동의어로서의 사트바는 중생 또는 유정 가운데서도 사람 즉 '6도 가운데 인간도의 중생 또는 유정'을 말한다.
예를 들어, 여래10호 가운데 하나인 무상사(無上士, 산스크리트어: anuttara, 영어: unsurpassed) 또는 무상사조어장부(無上士調御丈夫)에 사용된 사(士)와 부파불교의 설일체유부의 인과론에서 5과(五果) 가운데 하나인 사용과(士用果, 산스크리트어: puruṣakāra-phala, pauruṣa,
영어: cooperative result)의 사(士)는 모두 사람[人] 즉 사부(士夫)를 뜻한다. '뛰어난 사람' 또는 '어질고 지식이 있는 사람'이라는 뜻의 선비[士, 영어: elite, gentleman, scholar, officer]를 가리키는 낱말이 아니다.

## 사견
1. 사견(邪見)은 모든 잘못된 견해를 통칭하는 말이다. 잘못된 견해는 정리(正理: 바른 이치, 바른 논리)에 어긋나므로 삿된 견해라는 뜻에서 사견(邪見)이라고 한다. '망녕된 견해'라는 뜻의 망견(妄見)과 같은 말이다. 또한, '진리에 어긋나는 잘못된 견해'라는 뜻의 악견(惡見) 또는 부정견(不正見)과 같은 말이다. 또한, '번뇌에 오염된 견해'라는 뜻의 염오견(染汚見)과 같은 말이다. '바른 견해'라는 뜻의 정견(正見)의 반대말이다.
2. 사견(邪見, 산스크리트어: mithyā-drsti, 팔리어: sassata-ditthi)은 5견(五見), 즉 유신견(有身見) · 변집견(邊執見) · 사견(邪見) · 견취(見取) · 계금취(戒禁取)의 5가지 염오견(染汚見) 중 하나로, 인과의 도리, 즉 원인과 결과의 법칙, 즉 연기법(緣起法)을 부정하는 견해이다. 불교의 입장에서 보면, 인과법을 부정한다는 것은 4성제(四聖諦)를 부정하는 것과 같은데, 4성제의 집제(集諦)와 고제(苦諦)는 서로 인(因)과 과(果)의 관계에 있으며 또한 도제(道諦)와 멸제(滅諦)도 서로 인과 과의 관계에 있기 때문이다.
부파불교의 설일체유부의 논서 《아비달마품류족론》 제3권에 따르면,
사견(邪見)은 방인(謗因) · 방과(謗果) · 방작용(謗作用) · 괴실사(壞實事)의 마음작용들과 이들로 인해 일으켜진 인(忍) · 낙(樂) · 혜(慧) · 관(觀) · 견(見)을 통칭한다. 즉, 원인[因]을 부정하고, 결과[果]를 부정하고, 작용(作用)을 부정하고, 실사(實事: 실제의 일)을 허무는 마음작용들과, 또한 이러한 마음작용들로 인해 일으켜진 인(忍) · 낙(樂) · 혜(慧) · 관(觀) · 견(見)을 통칭한다.

## 사결정
사결정(邪決定) 또는 허망결정(虛妄決定)은 삿된 결정 · 그릇된 결정 또는 허망한 결정이라는 뜻으로, 전도지(顛倒智) 즉 전도된 지혜[智]를 말한다.

## 사계
4계(四界)는 4대종(四大種)의 다른 말이다.

## 사근
부파불교의 설일체유부의 논서 《아비달마품류족론》 제3권에 따르면,
사근(捨根)은 순사수촉(順捨受觸: 사수에 계합하는 촉, 즉 사수를 일으키는 촉)에 의해 대상이 접촉될 때 일어나는 신사수(身捨受: 몸의 즐겁지도 괴롭지도 않은 느낌) · 심사수(心捨受: 마음의 기쁘지도 근심스럽지도 않은 느낌) · 비평등비불평등수(非平等非不平等受: 평등하지도 평등하지 않지도 않은 느낌)와, 또한 이들 수(受)에 속하는 다른 수(受: 느낌)들을 통칭한다.

## 사념
사념(邪念)은 8정도(八正道)의 반대인 8사(八邪) 또는 8사행(八邪行) 가운데 하나로, 정념(正念: 바르게 깨어있기)의 반대이다.
사념(邪念)은 바르게 깨어있지 못하는 것을 말하는데, 구체적으로는, 그릇된 관(觀)과 염(念)의 마음작용을 말한다.

## 사대
4대(四大)는 4대종(四大種)의 줄임말이다.

## 사대종
4대종(四大種, 산스크리트어: catvāri mahā-bhūtāni, 팔리어: cattāri mahā-bhūtāni)은 색법(色法), 즉 물질계를 구성하는 지(地) · 수(水) · 화(火) · 풍(風)의 네 가지 원소를 말한다. 줄여서 사대(四大)라고도 하며, 또는 지계(地界) · 수계(水界) · 화계(火界) · 풍계(風界)의 사계(四界)라고도 한다.

## 사량
사량(思量)은 심의식(心意識) 가운데 의(意)의 산스크리트어 원어인 마나스(manas)를 뜻에 따라 번역한 것이다. 마나스(manas)의 어근인 만(man)은 '생각하다'의 뜻으로 이에 따라 '사량(思量)'이라 번역한 것이다. 사량(思量)이라는 한자어의 문자 그대로의 뜻은 '생각하고 헤아린다'로, 마음(6식 또는 8식, 즉 심왕, 즉 심법)은 전찰나의 의근(意根), 즉 바로 직전까지 집기(集起)했던 행위의 총체, 즉 바로 직전까지의 마음(6식 또는 8식, 즉 심왕, 즉 심법)을 토대로 현재의 인식 대상 또는 마음작용 대상에 대해 이모저모로 생각하고 헤아리는 능력 또는 측면을 지니고 있다는 것을 말하며, 이러한 능력과 그 작용을 통칭하여 사량(思量)이라고 한다. (참고: 심의식(心意識), 마음)

## 사리
사리(事理)는 사(事)와 이(理)가 합쳐진 말로, 이사(理事)라고도 한다.
불교 문헌에서, 사(事)와 이(理)는 대개 다음의 뜻으로 해석되고 있다.
- 사(事)는 상대 차별한 현상을, 이(理)는 절대 평등한 본체를 가리킨다.[75][76][77][78]
- 사(事)는 현상계를, 이(理)는 그 현상계의 본질을 가리킨다.[79][80]
- 사(事)는 모든 현상을, 이(理)는 참된 실재를 가리킨다.[81]
- 사(事)는 차별 현상을, 이(理)는 깨달음의 진리를 가리킨다.[78]
- 사(事)와 이(理)를 합한 사리(事理) 또는 이사(理事)를 '진실' 또는 '현상계[事]와 그 본질[理]의 진리'라고 해석하기도 한다.[80][81]

사(事)와 이(理)와 관련하여, 치(癡), 즉 무명(無明)은 현상계[事]와 그 본질[理]의 '진리'를 알지 못하는 마음작용으로 정의되기도 하며, 이 때의 '진리'는 연기 · 무아 · 중도 등을 말한다. 또는, '진실'을 바르게 알지 못하는 마음작용으로 정의되기도 하며, 3계(三界)를 알지 못하는[無知] 마음작용으로 정의되기도 하며, 또한, 인과의 도리와 4성제와 3보를 알지 못하는 마음작용으로 정의되기도 한다.
이에 대해, 무치(無癡), 즉 지혜[慧]는 온갖 현상[事]과 본체[理]에 미혹하지 않은 마음작용으로 정의되기도 하며, 모든 본체[理]와 현상[事]을 명료하게 아는[明解] 마음작용으로 정의되기도 하며, 참된 실재나 온갖 현상에 대하여 분명하게 잘 이해하고 있는 마음작용으로 정의되기도 하며, 또는 진실을 바르게 아는 마음작용으로 정의되기도 한다.

## 사명
사명(邪命)은 8정도(八正道)의 반대인 8사(八邪) 또는 8사행(八邪行) 가운데 하나로, 정명(正命: 바르게 생활하기)의 반대이다. 사활명(邪活命)이라고도 한다.
사명(邪命)은 불여법(不如法)으로 생활하는 것 또는 정당하지 못한 수단으로 생활하는 것을 말한다.

## 사방편
사방편(邪方便)은 사정진(邪精進)의 다른 말이다.

## 사범행
4범행(四梵行)은 4범주(四梵住)라고도 하며, 자(慈) · 비(悲) · 희(喜) · 사(捨)의 4무량심(四無量心)을 말한다.

## 사부
사부(士夫)는 푸드갈라의 다른 말이다.

## 사분
4분(四分) 또는 4분설(四分說)은 식(識)의 인식작용에 대한 유식유가행파의 유식 10대 논사의 한 명인 호법의 계통과 중국의 법상종에서 주장하는 학설로, 8식(八識) 각각의 모든 인식작용에는 상분(相分) · 견분(見分) · 자증분(自證分) · 증자증분(證自證分)의 4가지 측면 즉 4분(四分)이 갖추어져 있다는 학설이다.
4분설(四分說)에 따르면,
- 상분(相分)은 식(識) 위에 대상으로 포착된 것으로 소취분(所取分: 인식된 측면)이라고도 한다.
- 견분(見分)은 상분에 대한 작용(作用)으로 능취분(能取分: 인식하는 측면)이라고도 한다.
- 자증분(自證分)은 견분에 대한 자각(自覺)으로, 자체(自體) 위에서 견분을 자각하는 것이므로 자체분(自體分: 인식작용을 하는 식 자체의 측면)이라고도 한다.
- 증자증분(證自證分)은 자증분에 대한 자각(自覺), 즉 자체분(인식작용을 하는 식 자체)에 대한 재인식이다.

4분설(四分說)외에도 다음과 같은 여러 가지 학설이 있다.
- 4분설(四分說)을 주장하는 호법(護法: 530~561)과 법상종 계통의 유식유가행파를 4분가(四分家)라 한다.[96][97]
- 유식 10대 논사의 한 명인 안혜(安慧: 510?~570?)는 자증분만을 세우는 1분설(一分說)을 주장하였는데 이 학설을 지지하는 이들을 1분가(一分家)라 한다.[96][97]
- 역시 유식 10대 논사의 한 명인 난타(難陀: 6세기경)는 견분과 상분을 세우는 2분설(二分說)을 주장하였는데 이 학설을 지지하는 이들을 2분가(二分家)라 한다.[96][97][98]
- 인명론(因明論)의 대성자로, 세친의 사사를 받은 진나(陳那: 5~6세기)는 견분 · 상분 · 자증분을 세우는 3분설(三分說)을 주장하였는데  이 학설을 지지하는 이들을 3분가(三分家)라 한다.[96][97]

## 사사
사사(邪思)는 사사유(邪思惟) 또는 부정사유(不正思惟)의 다른 말이다.

## 사사유
사사유(邪思惟)는 8정도(八正道)의 반대인 8사(八邪) 또는 8사행(八邪行) 가운데 하나로, 정사유(正思惟: 바르게 생각하기)의 반대이다. 사지(邪志) · 사사(邪思) 또는 부정사유(不正思惟)라고도 한다.
사사유(邪思惟)는 그릇된 생각, 바르지 않은 사유, 바르지 않은 생각, 또는 불교의 참된 도리에 어긋나는 생각을 말하는데, 구체적으로는, 탐(貪: 탐욕) · 진(瞋: 성냄) · 해(害: 해치려 함) 등의 번뇌성의 마음작용을 말한다.

## 사상
사상(事相)은 현상계의 차별상 또는 현상계의 차별적 존재들을 말하는 것으로, 속제(俗諦) · 진소유성(盡所有性) · 진소유(盡所有)를 뜻한다. 반대말: 진제(眞締), 여소유성(如所有性), 여소유(如所有)

## 사생
4생(四生, 산스크리트어: catvāro yonayaḥ)은 3계6도에서 온갖 유정이 태어나는 4가지 형식인 난생(卵生) · 태생(胎生) · 습생(濕生) · 화생(化生)을 말한다.

## 사선
사선(四善) 또는 사종선(四種善)은 선(善)이 생겨나는 원인에 따라 모든 선(善)을 분류한 것으로, 승의선(勝義善) · 자성선(自性善) · 상응선(相應善) · 등기선(等起善)을 말한다.

## 사소성혜
사소성혜(思所成慧)는 사혜(思慧)의 다른 말이다.

## 사승해
사승해(邪勝解, 염오승해, 그릇된 승해, 오염된 승해,
산스크리트어: mithyādhimokṣa)는 염오한 승해(勝解), 즉 번뇌에 오염된 승해를 말한다.
설일체유부의 교학에 따르면, 승해는 대지법에 속하며 대지법은 선 · 불선 · 무기의 마음(6식, 즉 심왕, 즉 심법)을 비롯한 모든 마음에서 항상 존재하는 마음작용들의 그룹이다. 따라서 사승해는 모든 오염된 마음에서 항상 존재하는 마음작용들의 그룹인 대번뇌지법에 소속될 수 있으며, 실제로 《아비달마품류족론》 등에서는 대번뇌지법에 속한 법들로 불신(不信) · 해태(懈怠) · 실념(失念) · 심란(心亂) · 무명(無明) · 부정지(不正知) · 비리작의(非理作意) · 사승해(邪勝解) · 도거(掉擧) · 방일(放逸)의 10가지 마음작용을 들고 있다. 하지만, 사승해의 본질은 대지법에 속한 마음작용인 승해이므로, 엄격히 말하면 사승해를 대번뇌지법에 포함시키는 것은 중복이며 그렇기 때문에 대번뇌지법에 포함시키지 않는다고 《아비달마구사론》에서는 말하고 있다.
부파불교의 설일체유부의 논서 《아비달마품류족론》 제3권에 따르면,
사승해(邪勝解)는 염오작의(染污作意)와 상응하고 있는 마음의 현재의 승해[正勝解] · 과거의 승해[已勝解] · 미래의 승해[當勝解]를 통칭한다

## 사액
4액(四軛, 산스크리트어: catvāro yogāh, 팔리어: cattāro yogā, 영어: four yokes, four fetters) 또는 4액(四扼)은 욕액(欲軛) · 유액(有軛) · 견액(見軛) · 무명액(無明軛)을 말한다. 모든 번뇌를 액(軛)의 관점에서 4유형 또는 4그룹으로 구분한 것으로, 액(軛)은 번뇌가 이계(離繫)를 장애한다는 것과 번뇌가 유정으로 하여금 괴로움과 화합하게 한다는 것을 뜻한다.
4액은 욕폭류(欲暴流) · 유폭류(有暴流) · 견폭류(見暴流) · 무명폭류(無明暴流)의 4폭류(四暴流)와 본질적으로 동일하다. 즉, 액(軛)와 폭류(暴流 또는 瀑流)는 그 말뜻은 다르지만, 4액과 4폭류의 각각의 그룹에 포함되는 번뇌는 동일하다. 즉, 말뜻이 아니라 본질 또는 실체 즉 '소속된 번뇌'라는 점에서 볼 때, 욕액은 욕폭류와, 유액은 유폭류와, 견액은 견폭류와, 무명액은 무명폭류와 동일하다. 하지만, 그 소속된 번뇌들을 쳐다보는 관점 또는 그 번뇌들에 대한 강조점, 즉 말뜻이 다르다.

## 사어
사어(邪語)는 8정도(八正道)의 반대인 8사(八邪) 또는 8사행(八邪行) 가운데 하나로, 정어(正語: 바르게 말하기)의 반대이다.
사어(邪語)는 그릇된 말, 바르지 않은 말, 정당하지 못한 말을 말하는데, 구체적으로는, 망어(妄語) · 양설(兩舌) · 악구(惡口) · 기어(綺語)의 말로 짓는 4가지 악행을 말한다.
- 망어(妄語)는 허광어(虛誑語)라고도 하며, 거짓말 또는 헛된 말을 말한다. 5악(五惡)의 하나이며 10악(十惡)의 하나이다.[127][128]
- 양설(兩舌)은 이간어(離間語)라고도 하며, 이간질하는 말을 말한다. 10악(十惡)의 하나이다.[129][130]
- 악구(惡口)는 추악어(麤惡語)라고도 하며, 남을 성내게 할만한 나쁜 말 또는 남을 괴롭히는 나쁜 말을 말한다. 10악(十惡)의 하나이다.[131][132]
- 기어(綺語)는 잡예어(雜穢語) 또는 무의어(無義語)라고도 하며, 도리에 어긋나는 교묘히 꾸민 말 또는 진실이 없는 교묘히 꾸민 말을 말한다. 10악(十惡)의 하나이다.[133][134]

## 사업
사업(邪業)은 8정도(八正道)의 반대인 8사(八邪) 또는 8사행(八邪行) 가운데 하나로, 정업(正業: 바르게 행동하기)의 반대이다.
사업(邪業)은 그릇된 행동 또는 바르지 않은 행동을 말하는데, 구체적으로는, 살생(殺生) · 투도(偸盜) · 사음(邪淫) · 음주(飲酒) 등의 악행을 말한다.
- 살생(殺生)은 중생을 죽이는 것, 즉 사람이나 동물 등 살아 있는 것을 죽이는 것을 말한다. 5악(五惡)의 하나이며 10악(十惡)의 하나이다.[136][137]
- 투도(偸盜)는 불여취(不與取)라고도 하며, 도둑질, 남의 것을 훔치는 것, 남의 재물을 훔치는 것, 또는 남이 주지 않는 것을 가지는 것을 말한다. 5악(五惡)의 하나이며 10악(十惡)의 하나이다.[138][139]
- 사음(邪淫)은 배우자가 아닌 사람과 정교를 맺는 것 또는 남녀간에 저지르는 음란한 짓을 말한다. 5악(五惡)의 하나이며 10악(十惡)의 하나이다.[140][141]
- 음주(飲酒)는 술마시는 것을 말한다. 5악(五惡)의 하나이다. 음주는 5악 중 나머지 4가지 악인 망어 · 살생 · 투도 · 사음을 범하는 동기가 되므로 5악에 포함시켜 경계하게 한 것이다.[142]

## 사연
4연(四緣)은 인연(因緣) · 등무간연(等無間緣) · 소연연(所緣緣) · 증상연(增上緣)을 말한다. 4연은 마음과 물질의 온갖 현상이 생기는 것에 대하여, 그 연(緣)을 넷으로 나눈 것이다. 4연설(四緣說)이라고도 한다.
보통 인(因)은 직접적인 원인을 의미하고 연(緣)은 간접적인 원인을 의미하지만 둘 다 결과에 대한 원인이라는 점에서 동일하다. 예를 들어, 씨앗은 나무의 직접적 원인인 인(因)이고 햇빛 · 공기 · 수분 · 온도 등은 간접적 원인인 연(緣)이다. 그러나 이들 모두는 씨앗에서 나무가 나타나게 하는 원인이라는 점에서는 동일하다. 이와 같이, 4연(四緣)에서의 연(緣)은 간접적인 원인을 뜻하는 것이 아니라 원인을 뜻한다. 4연설은 설일체유부에서 6인설(六因說)이 정리된 모습으로 나타나기 이전부터 논의되어 왔던 인과설로, 대승불교에서도 채택하고 있는 인과설이다.

## 사연설
4연설(四緣說)은 마음과 물질의 온갖 현상이 생기는 것에 대하여 그 원인으로서 4연(四緣)을 주장하는 학설이다.

## 사유
사유(思惟)는 부파불교의 설일체유부의 논서 《아비달마품류족론》 제3권에 따르면, 심(尋) 즉 심추동(心麤動)에 속한 여러 마음작용들 가운데 하나이다. 한편, 《아비달마품류족론》에 따르면, 사(伺)는 심세동(心細動)의 마음작용으로, 심(尋)보다 마음을 세밀하게 움직이는 것이며, 따라서 세밀한 사유는 사(伺)에 속하는 마음작용이다.

## 사의 3단계
대승불교의 유식유가행파와 법상종의 주요 논서들인 무착의 《대승아비달마집론》과 그 주석서인 안혜의 《대승아비달마잡집론》, 세친의 《대승오온론》과 그 주석서인 안혜의 《대승광오온론》, 호법 등의 《성유식론》에 따르면, 고요 · 평정 · 적정 · 평온을 뜻하는 사(捨) 또는 행사(行捨)의 마음작용에는 3단계가 있다. 즉 고요 또는 적정의 상태에 3단계의 깊이의 차이가 있다.
《대승아비달마집론》과 《대승아비달마잡집론》에서는 이 사의 3단계를 심평등성(心平等性) · 심정직성(心正直性) · 심무공용주성(心無功用住性)이라 명명하고 있다.
《대승오온론》에서는 사의 3단계를 심평등성(心平等性) · 심정직성(心正直性) · 심무발오성(心無發悟性)이라 명명하고 있다. (참고: 대승오온론·광오온론의 사(捨))
《대승광오온론》에서는 사의 3단계를 심평등성(心平等性) · 심정직성(心正直性) · 심무공용성(心無功用性)이라 명명하고 있다. 또는 줄여서 심평등(心平等) · 심정직(心正直) · 심무공용(心無功用)이라 명명하고 있다. (참고: 대승오온론·광오온론의 사(捨))
《성유식론》에서는 사의 3단계를 심평등주(心平等住) · 심정직주(心正直住) · 심무공용주(心無功用住)라 명명하고 있다.

## 사인
사인(邪因)은 불선(不善) 즉 악(惡)의 업(業)을 일으키는 원인[因]을 말한다. 
참고: 정인(正因) · 구상위인(俱相違因)

## 사일체
4일체(四一切)는 유식학에서 마음작용의 5종류, 즉 변행심소, 별경심소, 선심소, 번뇌심소와 수번뇌심소를 합한 잡염심소, 부정심소의 차이를 판별할 때 사용하는 가늠자인 일체성(一切性) · 일체지(一切地) · 일체시(一切時) · 일체구(一切俱)의 4가지 일체(一切)를 말한다.

## 사자유희삼매
사자유희삼매(師子遊戱三昧,
산스크리트어: siṃha-vikrīḍita)는 사자유희삼매(獅子遊戲三昧)라고도 하며 108삼매 가운데 언급되는 순서로 제3번째 삼매이다. 제2번째 삼매는 보인삼매(寶印三昧)이고 제4번째 삼매는 묘월삼매(妙月三昧)이다.
《대지도론》 제47권에서는 다음과 같이 설명하고 있다.
 云何名師子遊戲三昧？住是三昧能遊戲諸三昧中如師子，是名師子遊戲三昧。

 
무엇을 사자유희(師子遊戱)삼매라 하느냐 하면, 이 삼매에 머무르면 모든 삼매 안에서 자유자재로 노니는 것이 마치 사자와 같나니, 이것을 사자유희삼매라 하느니라.
 — 《대지도론》 제47권. 한문본 & 한글본

## 사정
사정(邪定)은 8정도(八正道)의 반대인 8사(八邪) 또는 8사행(八邪行) 가운데 하나로, 정정(正定: 바르게 삼마지하기, 바르게 집중하기)의 반대이다.
사정(邪定)은 바르게 삼마지 못하는 것 즉 바르게 집중하지 못하는 것을 말하는데, 달리 말하면, 정정(正定) 즉 바른 삼마지(三摩地, 三昧, 心一境性)가 아닌 삼마지(三摩地)를 말한다.

## 사정진
사정진(邪精進)은 8정도(八正道)의 반대인 8사(八邪) 또는 8사행(八邪行) 가운데 하나로, 정정진(正精進) 또는 정근(正勤: 바르게 정진하기)의 반대이다. 사방편(邪方便)이라고도 한다.
사정진(邪精進)은 나쁜 일 즉 불선(不善)한 일을 짓는 그릇된 수행, 방편 또는 정진을 말한다.

## 사종선
4종선(四種善)은 4선(四善)의 다른 말이다.

## 사지
사지에는 다음과 같은 것들이 있다.
1. 4지(四智): 나한4지(羅漢四智)
2. 4지(四智): 법지(法智) · 유지(類智) · 타심지(他心智) · 세속지(世俗智)
3. 4지(四智): 4제지(四諦智)
4. 4지(四智): 부처의 4가지 불공지(不共智)
5. 4지(四智): 《대지도론》의 4지[大智度論之四智]
6. 4지(四智): 4지심품(四智心品)
7. 4지(四智): 유식무경의 4지[唯識無境之四智]
8. 4지(四智): 승론4지(勝論四智)
9. 사지(邪志): 8사(八邪) 가운데 하나

## 사지(四智)
4지(四智, 산스크리트어: catvāri jñānāni, 영어: four kinds of wisdom, four kinds of purified awareness, four kinds of cognition, four kinds of knowledges)는 4종의 지혜[智]를 말하며, 다음의 것들이 있다.
1. 4지(四智)는 부파불교와 대승불교의 교학에서의 아생이진(我生已盡) · 범행이립(梵行已立) · 소작이판(所作已辨) · 불수후유(不受後有)의 4가지 지혜를 말한다. 통칭하여 나한4지(羅漢四智)라고도 한다.
2. 4지(四智)는 부파불교의 설일체유부의 교학에서의 법지(法智) · 유지(類智) · 타심지(他心智) · 세속지(世俗智)의 4가지 지혜[智]를 말한다. 이들은 모두 10지(十智)에 속한 지혜들이다.
3. 4지(四智)는 부파불교의 설일체유부의 교학에서의 고지(苦智) · 집지(集智) · 멸지(滅智) · 도지(道智)의 4가지 지혜를 말한다. 통칭하여 4제지(四諦智)라고도 하며, 모두 10지(十智)에 속한 지혜들이다.
4. 4지(四智)는 부파불교의 설일체유부의 논서 《대비바사론(大毘婆沙論)》 제1권에서 설하는 인지(因智) · 시지(時智) · 상지(相智) · 설지(說智)의 부처의 4가지 불공지(不共智)를 말한다.
5. 4지(四智)는 대승불교의 논서 《대지도론(大智度論)》 제27권에서 설하는 도혜(道慧) · 도종혜(道種慧) · 일체지(一切智) · 일체종지(一切種智)의 4가지 지혜를 말한다. 통칭하여 대지도론의 4지[大智度論之四智]라고도 한다.
6. 4지(四智)는 대승불교의 유식유가행파에서 세운 대원경지(大圓鏡智) · 평등성지(平等性智) · 묘관찰지(妙觀察智) · 성소작지(成所作智)의 4가지 지혜를 말한다. 통칭하여 4지심품(四智心品)이라고도 한다.
7. 4지(四智)는 대승불교의 유식유가행파에서 세운 상위식상지(相違識相智) · 무소연식지(無所緣識智) · 자응무도지(自應無倒智) · 수3지전지(隨三智轉智)의 4가지 지혜를 말한다. 통칭하여 유식무경의 4지[唯識無境之四智]라고도 한다.
8. 4지(四智)는 승론외도(勝論外道) 즉 힌두철학의 바이셰시카 학파에서 세운 유예지(猶豫智) · 심결지(審決智) · 사지(邪智) · 정지(正智)의 4가지 지혜를 말한다. 통칭하여 승론4지(勝論四智)라고도 한다.

## 사지(邪志)
사지(邪志)는 사사유(邪思惟) 또는 부정사유(不正思惟)의 다른 말이다.

## 사혜
1. 4혜(四慧)는 3혜(三慧)에 태어날 때 타고나는 지혜인 생득혜(生得慧)를 더한 것으로, 곧 생득혜(生得慧) · 문혜(聞慧) · 사혜(思慧) · 수혜(修慧)의 4가지 유루혜(有漏慧), 즉 4가지 세간의 지혜를 말한다. 4혜를 세간정견(世間正見) 또는 세간의 정견이라고도 하며, 보교증지(報教證智)라고도 한다. (참고: 견(見))
2. 사혜(思慧, 산스크리트어: cintāmayī prajñā)는 3가지 뛰어난 유루혜(有漏慧), 즉 3가지 뛰어난 세간의 지혜인 문혜(聞慧) · 사혜(思慧) · 수혜(修慧)의 3혜(三慧)의 하나이다. 사소성혜(思所成慧)라고도 한다. 또한 3혜에 생득혜(生得慧)를 더한 4혜(四慧)의 하나이다. 3혜는 모두 무루성혜(無漏聖慧) 즉 무루지(無漏智)가 생겨나게 하는 역할을 한다.
사혜(思慧) 또는 사소성혜(思所成慧)는 스승이나 친구로부터 들은 교법의 바른 이치를 스스로 생각하고 고찰함에 따라 생겨나는 뛰어난 지혜[勝慧]를 말하며, 문혜(聞慧)를 근거 또는 바탕으로 하며 수혜(修慧)의 근거 또는 바탕이 된다.

## 사혹
1. 4혹(四惑)은 말나식의 아치 · 아견 · 아만 · 아애의 4번뇌(四煩惱)의 다른 말이다.
2. 사혹(思惑)은 정의적(情意的)인 번뇌를 가리키는 낱말인 미사혹(迷事惑) · 수혹(修惑) · 수소단(修所斷) 또는 구생기(俱生起)의 다른 말이다.

## 사활명
사활명(邪活命)은 사명(邪命)의 다른 말이다.

## 삭취취
삭취취(數取趣)는 푸드갈라(산스크리트어: pudgala,
팔리어: puggala,
영어: ego, soul, individual)의 다른 말이다. 중생은 번뇌와 업의 인연으로 자주[數] 6취(六趣)에 왕래한다는 뜻의 번역이다.

## 산동
산동(散動)은 산란(散亂)의 다른 말이며, 심란(心亂)이라고도 한다.

## 산란
산란(散亂, 염오등지, 염오삼마지, 그릇된 등지, 그릇된 삼마지, 오염된 등지, 오염된 삼마지,
산스크리트어: vikṣepa)은
부파불교의 설일체유부의 교학에 따르면
번뇌에 오염된 상태의 온갖 선정을 말한다.
대승불교의 유식유가행파와 법상종의 주요 논서인 《성유식론》에 따르면, 산란(散亂)은 마음(8식, 즉 심왕, 즉 심법)으로 하여금 모든 대상[所緣]에 대해 유탕(流蕩: 흔들림, 흘러가버림, 방탕하게 흐름), 즉 유산(流散: 흘러서 흩어짐, 여기저기로 분산됨), 즉 치산(馳散: [여러] 대상을 향해 내달려서 흩어짐)하게 하는 것을 본질적 성질[性]로 하는 마음작용이다.

## 살가사견
살가사견(薩迦邪見)은 유신견(有身見)의 다른 말이다.

## 참고 자료
- 이 문서에는 다음커뮤니케이션(현 카카오)에서 GFDL 또는 CC-SA 라이선스로 배포한 글로벌 세계대백과사전의 내용을 기초로 작성된 글이 포함되어 있습니다.
- 가전연자 지음, 승가제바·축불념 한역, 권오민 번역 (K.943, T.1543). 《아비담팔건도론》. 한글대장경 검색시스템 - 전자불전연구소 / 동국역경원. K.943(24-695), T.1543(26-771).
- 고려대장경연구소. 《고려대장경 전자 불교용어사전》. 고려대장경 지식베이스 / (사)장경도량 고려대장경연구소.
- 고익진 (1989). 《한국 고대 불교 사상사》. 동국대학교 출판부.
- 곽철환 (2003). 《시공 불교사전》. 시공사 / 네이버 지식백과.
- 구나발타라(求那跋陀羅) 한역 (K.650, T.99). 《잡아함경》. 한글대장경 검색시스템 - 전자불전연구소 / 동국역경원. K.650(18-707), T.99(2-1).
- 구나발타라 한역, 번역자 미상 (K.54, T.353). 《승만경》. 한글대장경 검색시스템 - 전자불전연구소 / 동국역경원. K.54(6-1361), T.353(12-217).
- 구마라습 한역, 차차석 번역 (K.991, T.614). 《좌선삼매경》. 한글대장경 검색시스템 - 전자불전연구소 / 동국역경원. K.991(30-128), T.614(15-269).
- 권오민 (1991). 《경량부철학의 비판적 체계 연구》. 동국대학원 철학박사 학위논문.
- 권오민 (2003). 《아비달마불교》. 민족사.
- 담무참 한역, 번역자 미상 (K.105, T.374). 《대반열반경》. 일명 《북본열반경》. 한글대장경 검색시스템 - 전자불전연구소 / 동국역경원. K.105(9-1), T.374(12-365).
- 목건련 지음, 현장 한역, 송성수 번역 (K.945, T.1537). 《아비달마법온족론》. 한글대장경 검색시스템 - 전자불전연구소 / 동국역경원. K.945(24-1091), T.1537(26-453).
- 무착 지음, 바라파밀다라 한역, 이영무 번역 (K.586, T.1604). 《대승장엄경론》. 한글대장경 검색시스템 - 전자불전연구소 / 동국역경원. K.586(16-843), T.1604(31-589).
- 무착 지음, 현장 한역 (K.571, T.1602). 《현양성교론》. 한글대장경 검색시스템 - 전자불전연구소 / 동국역경원. K.571(16-1), T.1602(31-480).
- 무착 지음, 현장 한역, 이한정 번역 (K.572, T.1605). 《대승아비달마집론》. 한글대장경 검색시스템 - 전자불전연구소 / 동국역경원. K.572(16-157), T.1605(31-663).
- 미륵 지음, 현장 한역, 강명희 번역 (K.614, T.1579). 《유가사지론》. 한글대장경 검색시스템 - 전자불전연구소 / 동국역경원. K.570(15-465), T.1579(30-279).
- 법구 지음, 승가발마 등 한역, 김형준 번역 (K.960, T.1552). 《잡아비담심론》. 한글대장경 검색시스템 - 전자불전연구소 / 동국역경원. K.960(28-391), T.1552(28-869).
- 법승 지음, 승가제바·혜원 한역, 김재천 번역 (K.959, T.1550). 《아비담심론》. 한글대장경 검색시스템 - 전자불전연구소 / 동국역경원. K.959 (28-355), T.1550 (28-809).
- 법장 술, 노혜남 번역 (K.1513, T.1733). 《화엄경탐현기》. 한글대장경 검색시스템 - 전자불전연구소 / 동국역경원. K.1513(47-458), T.1733(35-107).
- 불타야사·축불념 한역, 번역자 미상 (K.647, T.1). 《장아함경》. 한글대장경 검색시스템 - 전자불전연구소 / 동국역경원. K.647(17-815), T.1(1-1).
- 사리자 설, 현장 한역, 송성수 번역 (K.946, T.1536). 《아비달마집이문족론》. 한글대장경 검색시스템 - 전자불전연구소 / 동국역경원. K.946(24-1183), T.1536(26-367).
- 서정형 (2004). 《나가르주나 『중론』(해제)》. 서울대학교 철학사상연구소 / 네이버 지식백과.
- 서정형 (2004b). 《『밀린다팡하』(해제)》. 서울대학교 철학사상연구소 / 네이버 지식백과.
- 세우 지음, 구나발타라·보리야사 한역, 송성수 번역 (K.950, T.1541). 《중사분아비담론》. 한글대장경 검색시스템 - 전자불전연구소 / 동국역경원. K.950(25-271), T.1541(26-627).
- 세우 지음, 현장 한역, 송성수 번역 (K.949, T.1542). 《아비달마품류족론》. 한글대장경 검색시스템 - 전자불전연구소 / 동국역경원. K.949(25-149), T.1542(26-692).
- 세친 지음, 현장 한역, 권오민 번역 (K.955, T.1558). 《아비달마구사론》. 한글대장경 검색시스템 - 전자불전연구소 / 동국역경원. K.955(27-453), T.1558(29-1).
- 세친 지음, 현장 한역, 김묘주 번역 (K.594, T.1597). 《섭대승론석》. 한글대장경 검색시스템 - 전자불전연구소 / 동국역경원. K.594(17-76), T.1597(31-321).
- 세친 지음, 현장 한역, 송성수 번역 (K.618, T.1612). 《대승오온론》. 한글대장경 검색시스템 - 전자불전연구소 / 동국역경원. K.618(17-637), T.1612(31-848).
- 세친 지음, 현장 한역, 송성수 번역 (K.644, T.1614). 《대승백법명문론》. 한글대장경 검색시스템 - 전자불전연구소 / 동국역경원. K.644(17-808), T.1614(31-855).
- 승가제바(僧伽提婆) 한역. 《중아함경》. 한글대장경 검색시스템 - 전자불전연구소 / 동국역경원.
- 안혜 지음, 지바하라 한역, 조환기 번역 (K.619, T.1613). 《대승광오온론》. 한글대장경 검색시스템 - 전자불전연구소 / 동국역경원. K.619(17-641), T.1613(31-850).
- 안혜 지음, 현장 한역, 이한정 번역 (K.576, T.1605). 《대승아비달마잡집론》. 한글대장경 검색시스템 - 전자불전연구소 / 동국역경원. K.576(16-228), T.1606(31-694).
- 오백 아라한 지음, 현장 한역, 송성수 번역 (K.952, T.1545). 《아비달마대비바사론》. 한글대장경 검색시스템 - 전자불전연구소 / 동국역경원. K.952(26-1,27-1), T.1545(27-1).
- 운월 (2005). 《근본불교의 수행체계에 대하여》. 한국선학회.
- 운허.  동국역경원 편집, 편집. 《불교 사전》.
- 용수 지음, 구마라습 한역, 김성구 번역 (K.549, T.1509). 《대지도론》. 한글대장경 검색시스템 - 전자불전연구소 / 동국역경원. K.549(14-493), T.1509(25-57).
- 용수 지음, 구마라습 한역, 박인성 번역 (K.577, T.1564). 《중론》. 한글대장경 검색시스템 - 전자불전연구소 / 동국역경원. K.577(16-350), T.1564(30-1).
- 제바설마 지음, 현장 한역, 송성수 번역 (K.947, T.1539). 《아비달마식신족론》. 한글대장경 검색시스템 - 전자불전연구소 / 동국역경원. K.947 (25-1), T.1539 (26-531).
- 중현 지음, 현장 한역, 권오민 번역 (K.956, T.1562). 《아비달마순정리론》. 한글대장경 검색시스템 - 전자불전연구소 / 동국역경원. K.956(27-680), T.1562(29-329).
- 중현 지음, 현장 한역, 권오민 번역 (K.957, T.1563). 《아비달마장현종론》. 한글대장경 검색시스템 - 전자불전연구소 / 동국역경원. K.957(28-1), T.1563(29-777).
- 축불념 한역, 노혜능 번역 (K.530, T.1485). 《보살영락본업경》. 한글대장경 검색시스템 - 전자불전연구소 / 동국역경원. K.530(14-374), T.1485(24-1010).
- 최봉수 (1999). 〈색온에서의 색의 의미 - 구사론과 청정도론의 색온론을 비교하여〉. 《불교학보》.
- 현장 한역, 김달진 번역 (K.154, T.676). 《해심밀경》. 한글대장경 검색시스템 - 전자불전연구소 / 동국역경원. K.154(10-709), T.676(16-688).
- 호법 등 지음, 현장 한역, 김묘주 번역 (K.614, T.1585). 《성유식론》. 한글대장경 검색시스템 - 전자불전연구소 / 동국역경원. K.614(17-510), T.1585(31-1).
- 황욱 (1999). 《무착[Asaṅga]의 유식학설 연구》. 동국대학원 불교학과 박사학위논문.
- (영어) Bodhi, Bhikkhu (trans.) (2000). 《The Connected Discourses of the Buddha: A Translation of the Samyutta Nikaya》. Boston: Wisdom Publications. ISBN 0-86171-331-1.
- (영어) Dawson, John (1888). 《A Classical Dictionary Of Hindu Mythology And Religion Geography History And Literature》. London: Trübner.
- (영어) DDB. 《Digital Dictionary of Buddhism (電子佛教辭典)》. Edited by A. Charles Muller.
- (영어) Macdonell, Arthur Anthony (1929). 《A practical Sanskrit dictionary with transliteration, accentuation, and etymological analysis throughout》. London: Oxford University Press.
- (영어) Gethin, R.M.L. (1992). 《The Buddhist Path to Awakening: A Study of the Bodhi-Pakkhiyā Dhammā》. Leiden: E.J. Brill. ISBN 90-04-09442-3.
- (영어) Rhys Davids, Caroline A.F. ([1900], 2003). 《Buddhist Manual of Psychological Ethics, of the Fourth Century B.C., Being a Translation, now made for the First Time, from the Original Pāli, of the First Book of the Abhidhamma-Piṭaka, entitled Dhamma-Saṅgaṇi (Compendium of States or Phenomena)》. Whitefish, MT: Kessinger Publishing. ISBN 0-7661-4702-9.
- (영어) Sanskrit and Tamil Dictionaries. 《Cologne Digital Sanskrit Dictionaries》. Institute of Indology and Tamil Studies, Cologne University (www.sanskrit-lexicon.uni-koeln.de).
- (영어) Rhys Davids, T.W. & William Stede (eds.) (1921-5). 《The Pali Text Society's Pali–English Dictionary》. Chipstead: Pali Text Society.
- (영어) Thanissaro Bhikkhu (1996, 1998). 《Wings to Awakening》. Retrieved 2008-07-07 from "Access to Insight" at http://www.accesstoinsight.org/lib/authors/thanissaro/wings/index.html.
- (중국어) 가다연니자 조, 현장 한역 (T.1544). 《아비달마발지론(阿毘達磨發智論)》. 대정신수대장경. T26, No. 1544, CBETA.
- (중국어) 가전연자 지음, 승가제바·축불념 한역 (T.1543). 《아비담팔건도론(阿毘曇八犍度論)》. 대정신수대장경. T26, No. 1543, CBETA.
- (중국어) 구나발타라(求那跋陀羅) 한역 (T.99). 《잡아함경(雜阿含經)》. 대정신수대장경. T2, No. 99, CBETA.
- (중국어) 구나발타라 한역 (T.353). 《승만경(勝鬘經)》. 대정신수대장경. T12, No. 353, CBETA.
- (중국어) 구마라습 한역 (T.614). 《좌선삼매경(坐禪三昧經)》. 대정신수대장경. T15, No. 614, CBETA. }
- (중국어) 규기 찬 (T.1830). 《성유식론술기(成唯識論述記)》. 대정신수대장경. T43, No. 1830, CBETA.
- (중국어) 규기 찬 (T.1861). 《대승법원의림장(大乘法苑義林章)》. 대정신수대장경. T45, No. 1861, CBETA.
- (중국어) 길장 찬 (T.1744). 《승만보굴(勝鬘寶窟)》. 대정신수대장경. T37, No. 1744, CBETA.
- (중국어) 담무참 한역 (T.374). 《대반열반경(大般涅槃經)》. 일명 《북본열반경》. 대정신수대장경. T12, No. 374, CBETA.
- (중국어) 목건련 조, 현장 한역 (T.1537). 《아비달마법온족론(阿毘達磨法蘊足論)》. 대정신수대장경. T26, No. 1537, CBETA.
- (중국어) 무착 조, 바라파밀다라 한역 (T.1604). 《대승장엄경론(大乘莊嚴經論)》. 대정신수대장경. T31, No. 1604, CBETA.
- (중국어) 무착 조, 현장 한역 (T.1602). 《현양성교론(顯揚聖教論)》. 대정신수대장경. T31, No. 1602, CBETA.
- (중국어) 무착 조, 현장 한역 (T.1605). 《대승아비달마집론(大乘阿毘達磨集論)》. 대정신수대장경. T31, No. 1605, CBETA.
- (중국어) 미륵 조, 현장 한역 (T.1579). 《유가사지론(瑜伽師地論)》. 대정신수대장경. T30, No. 1579. CBETA.
- (중국어) 법구 조, 승가발마 등 한역 (T.1552). 《잡아비담심론(雜阿毘曇心論)》. 대정신수대장경. T28, No. 1552, CBETA.
- (중국어) 법승 조, 승가제바·혜원 한역 (T.1550). 《아비담심론(阿毘曇心論)》. 대정신수대장경. T28, No. 1550, CBETA.
- (중국어) 법운 편찬 (T.2131). 《번역명의집(翻譯名義集)》. 대정신수대장경. T54, No. 2131, CBETA.
- (중국어) 법장 술 (T.1733). 《화엄경탐현기(華嚴經探玄記)》. 대정신수대장경. T35, No. 1733, CBETA.
- (중국어) 佛門網. 《佛學辭典(불학사전)》.
- (중국어) 불타야사·축불념 한역 (T.1). 《장아함경(長阿含經)》. 대정신수대장경. T1, No. 1, CBETA. }
- (중국어) 사리자 설, 현장 한역 (T.1536). 《아비달마집이문족론(阿毘達磨集異門足論)》. 대정신수대장경. T26, No. 1536, CBETA.
- (중국어) 색건타라 조, 현장 한역 (T.1554). 《입아비달마론(入阿毘達磨論)》. 대정신수대장경. T28, No. 1554, CBETA. }
- (중국어) 星雲. 《佛光大辭典(불광대사전)》 3판.
- (중국어) 세우 조, 구나발타라·보리야사 한역 (T.1541). 《중사분아비담론(眾事分阿毘曇論)》. 대정신수대장경. T26, No. 1541, CBETA.
- (중국어) 세우 조, 현장 한역 (T.1542). 《아비달마품류족론(阿毘達磨品類足論)》. 대정신수대장경. T26, No. 1542, CBETA.
- (중국어) 세친 조, 진제 한역 (T.1559). 《아비달마구사석론(阿毘達磨俱舍釋論)》. 대정신수대장경. T29, No. 1559, CBETA.
- (중국어) 세친 조, 현장 한역 (T.1558). 《아비달마구사론(阿毘達磨俱舍論)》. 대정신수대장경. T29, No. 1558, CBETA.
- (중국어) 세친 조, 현장 한역 (T.1597). 《섭대승론석(攝大乘論釋)》. 대정신수대장경. T31, No. 1597, CBETA.
- (중국어) 세친 조, 현장 한역 (T.1612). 《대승오온론(大乘五蘊論)》. 대정신수대장경. T31, No. 1612, CBETA.
- (중국어) 세친 조, 현장 한역 (T.1614). 《대승백법명문론(大乘百法明門論)》. 대정신수대장경. T31, No. 1614, CBETA.
- (중국어) 세친 조, 현장 한역, 규기 주해 (T.1836). 《대승백법명문론해(大乘百法明門論解)》. 대정신수대장경. T44, No. 1836_, CBETA.
- (중국어) 승가제바(僧伽提婆) 한역 (T.26). 《중아함경(中阿含經)》. 대정신수대장경. T1, No. 26, CBETA.
- (중국어) 阿含辭典. 《阿含辭典(아함사전)》.
- (중국어) 안혜 조, 지바하라 한역 (T.1613). 《대승광오온론(大乘廣五蘊論)》. 대정신수대장경. T31, No. 1613, CBETA.
- (중국어) 안혜 조, 현장 한역 (T.1606). 《대승아비달마잡집론(大乘阿毘達磨雜集論)》. 대정신수대장경. T31, No. 1606, CBETA.
- (중국어) 연수 편찬 (T.2016). 《종경록(宗鏡錄)》. 대정신수대장경. T48, No. 2016, CBETA.
- (중국어) 오백 아라한 조, 현장 한역 (T.1545). 《아비달마대비바사론(阿毘達磨大毘婆沙論)》. 대정신수대장경. T27, No. 1545, CBETA.
- (중국어) 용수 조, 구마라습 한역 (T.1509). 《대지도론(大智度論)》. 대정신수대장경. T25, No. 1509, CBETA. }
- (중국어) 용수 조, 구마라습 한역 (T.1564). 《중론(中論)》. 대정신수대장경. T30, No. 1564, CBETA.
- (중국어) 원측 찬 (X.369). 《해심밀경소(解深密經疏)》. 만신찬속장경. X21, No. 369, CBETA.
- (중국어) 원휘(圓暉) (T.1823). 《구사론송소론본(俱舍論頌疏論本)》. 대정신수대장경. T41, No. 1823, CBETA.
- (중국어) 丁福保. 《佛學大辭典(불학대사전)》. 一行佛學辭典搜尋.
- (중국어) 제관 록 (T.1931). 《천태사교의(天台四教儀)》. 대정신수대장경. T46, No. 1931, CBETA.
- (중국어) 제바설마 조, 현장 한역 (T.1539). 《아비달마식신족론(阿毘達磨識身足論)》. 대정신수대장경. T26, No. 1539, CBETA.
- (중국어) 중현 조, 현장 한역 (T.1562). 《아비달마순정리론(阿毘達磨順正理論)》. 대정신수대장경. T29, No. 1562, CBETA.
- (중국어) 중현 조, 현장 한역 (T.1563). 《아비달마장현종론(阿毘達磨藏顯宗論)》. 대정신수대장경. T29, No. 1563, CBETA.
- (중국어) 지의 설, 관정 록 (T.1783). 《금광명경현의(金光明經玄義)》. 대정신수대장경. T39, No. 1783, CBETA. }
- (중국어) 지의 설, 법신 기 (T.1916). 《석선바라밀차제법문(釋禪波羅蜜次第法門)》. 대정신수대장경. T46, No. 1916, CBETA.
- (중국어) 축불념 한역 (T.1485). 《보살영락본업경(菩薩瓔珞本業經)》. 대정신수대장경. T24, No. 1485, CBETA.
- (중국어) 현장 한역 (T.1563). 《해심밀경(解深蜜經)》. 대정신수대장경. T16, No. 676, CBETA.
- (중국어) 혜원 찬 (T.1851). 《대승의장(大乘義章)》. 대정신수대장경. T44, No. 1851, CBETA.
- (중국어) 호법 등 지음, 현장 한역 (T.1585). 《성유식론(成唯識論)》. 대정신수대장경. T31, No. 1585, CBETA.